# 陳饒奴
陈饶奴（?—?），唐朝中期饶州（治今江西省鄱阳县）人。
十二岁时，父母双亡，贫困弱小的陈饶奴为父母居丧，那年又闹饥荒，有人劝他和弟弟妹妹分居，可以保全性命。陈饶奴流涕，亲自哭诉乞求他人把他们收养。刺史李复（779年—781年在任）对他的行为感到惊异，给他资财储用，在他家大门题写“孝友童子”。

## 延伸阅读
[在维基数据编辑]
 《新唐書·卷195》，出自《新唐書》